# Pan-Europese Corridor IV
De Pan-Europese Corridor IV is een van de tien Pan-Europese corridors. Deze loopt tussen Dresden/Neurenberg (Duitsland) en Thessaloniki (Griekenland)/Constanța (Roemenië)/Istanboel (Turkije). De corridor volgt de route: Dresden/Neurenberg – Praag – Wenen – Bratislava – Győr – Boedapest – Arad – Boekarest – Constanța/Craiova – Sofia – Pernik - Thessaloniki of Plovdiv – Istanboel.
De corridor is de kortste verbinding over land tussen Griekenland en Centraal-Europa en ligt volledig binnen het grondgebied van de Europese Unie. Het passeert de landen van voormalig Joegoslavië en de voormalige Magistralni Put 1 (M1) (die nu deel uitmaakt van de Pan-Europese Corridor X).
Een belangrijk onderdeel in de route is de Vidin–Calafat Brug over de Donau. Het is een van de slechts twee bruggen die Roemenië en Bulgarije met elkaar verbinden.